# Czeresznewe (obwód chersoński)
Czeresznewe (ukr. Черешневе, przedtem Czerwonoarmijśke, ukr. Червоноармійське) – wieś na Ukrainie, w obwodzie chersońskim, w rejonie berysławskim. W 2001 liczyła 103 mieszkańców, spośród których 101 posługiwało się językiem ukraińskim, 1 mołdawskim, a 1 białoruskim.